# Célestin Nollet
Célestin Nollet (Brugge, 6 februari 1894 - Gent, 14 augustus 1975) was een Belgisch voetballer.

## Biografie
Célestin Jean Emile (“Stin”) Nollet was de zoon van Joseph Nollet, handelaar, en van Marie Fonteyne. Hij was de jongste van de drie kinderen van het gezin die de volwassen leeftijd bereikten. Moeder Marie Fonteyne was de zus van de Brugse beeldhouwer Hippolyte Fonteyne.
Nollet was bankbediende van beroep, maar bouwde daarnaast een carrière uit als voetballer bij de Belgische eersteklasseclub Cercle Brugge, waar hij aanvankelijk verdediger was en later aanvaller. In 1922 werd hij aanvoerder van het team (krant Burgerwelzijn van 4 maart 1922: “De nieuwe kapitein van den Cercle, Nollet…”). Hij voetbalde zeven seizoenen in het elftal van Cercle: van 1912-1913 tot 1923-1924, met een onderbreking tijdens de Eerste Wereldoorlog. De vier jaren van de oorlog bracht hij, net als zijn broer Michel, als soldaat door aan het front.
Hij speelde in totaal 138 competitiewedstrijden, waarin hij zestien keer scoorde. Hij speelde ook een aantal bekerwedstrijden, onder meer in 1913. Toen bereikte Cercle Brugge de finale van het Belgische bekertoernooi, maar verloor uiteindelijk met 3-2 tegen Union Saint-Gilloise. Ten slotte werd Nollet in 1922 twee keer geselecteerd voor het Belgisch voetbalelftal: op 26 maart voor de vriendschappelijke interland tegen Nederland in het Olympisch Stadion van Antwerpen en op 15 april tegen Denemarken in het Stade Vélodrome van Rocourt bij Luik.
De oudere broer van Célestin, Michel Nollet (1890-1975) was eveneens speler van Cercle Brugge, maar slechts gedurende vier seizoenen: van 1906-1907 tot 1909-1910.